# 加山又造

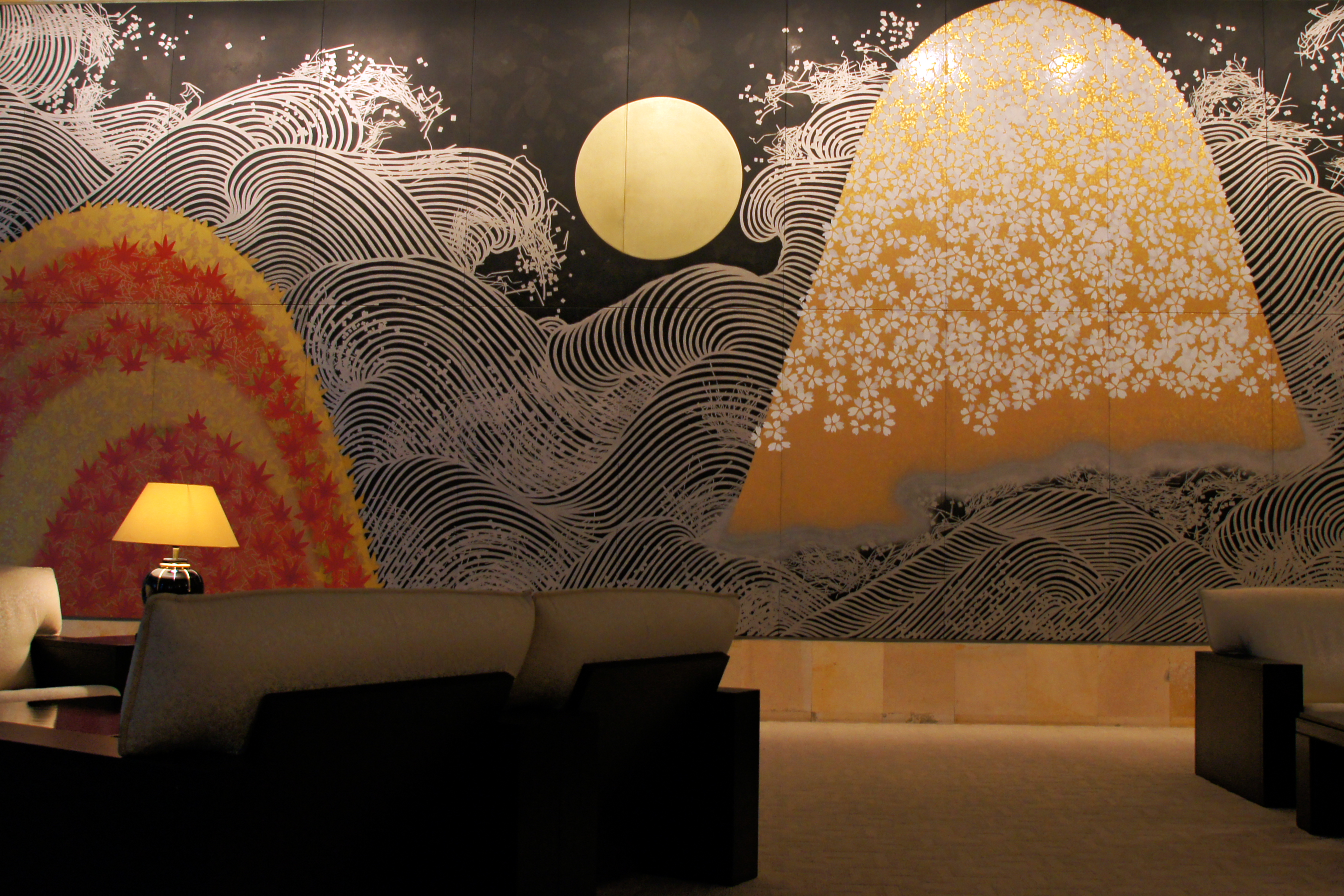
大鰐温泉の旅館「星野リゾート　界 津軽」ロビーの壁画

加山 又造（かやま またぞう、1927年9月24日 - 2004年4月6日）は、日本画家、版画家である。

## 経歴
1927年、京都府京都市上京区相国寺東門前町に西陣織の図案家加山勝也の子として生まれる。京都市立美術工芸学校（現 京都市立銅駝美術工芸高等学校ならびに京都市立芸術大学）、東京美術学校（現 東京芸術大学）を卒業。山本丘人に師事。1950年、春季創造美術展に「自画像」「動物園」が初入選、研究会賞を受賞。
1966年多摩美術大学教授、1988年東京芸術大学教授に就任。東京芸術大学名誉教授。日本画の伝統的な様式美を現代的な感覚で表現し、「現代の琳派」と呼ばれた。1970年代末からは水墨画にも取り組んだ。1997年文化功労者に選ばれ、2003年文化勲章を受章。2004年、肺炎のため東京都の病院で死去した。

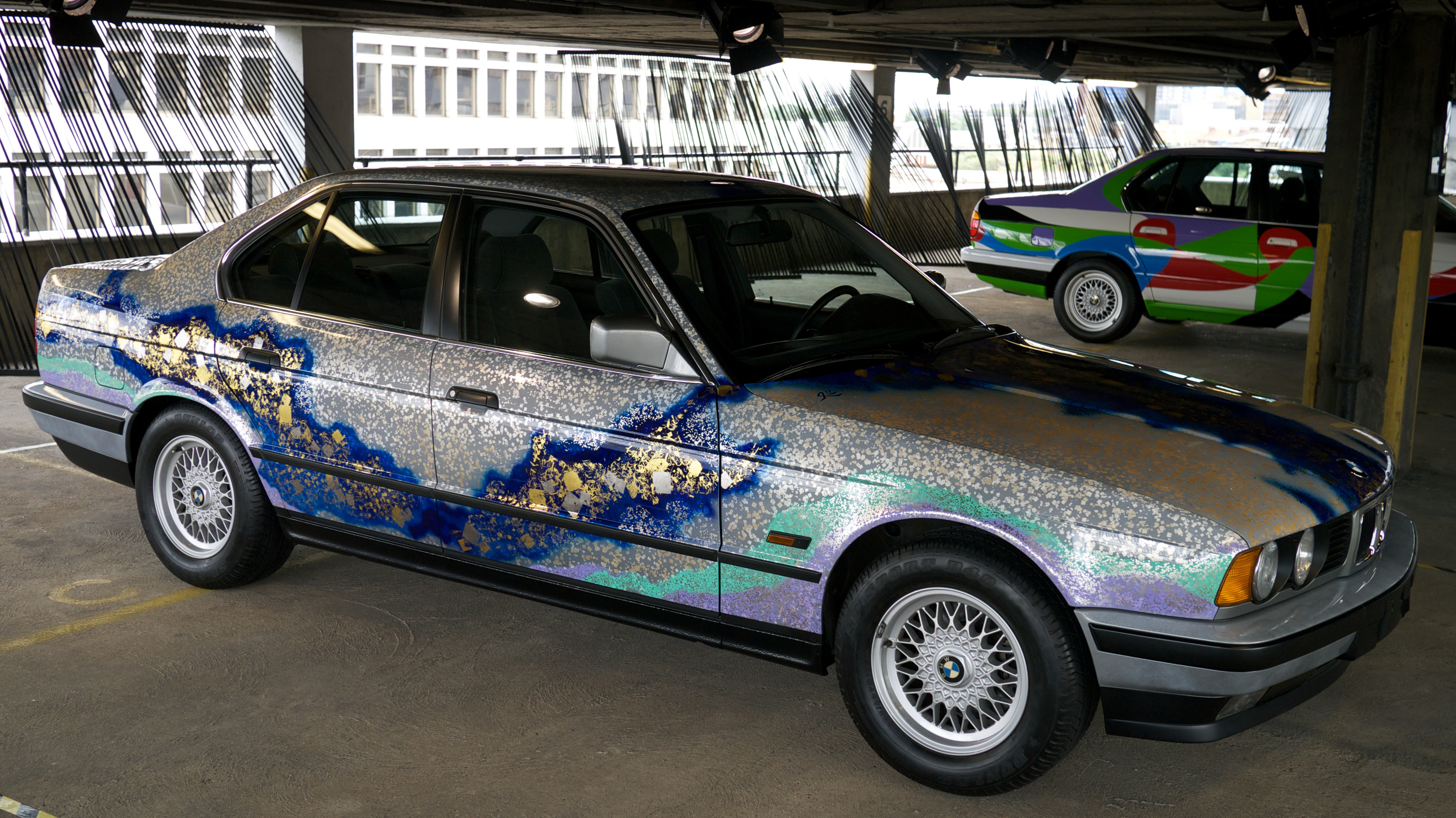
加山又造の1990 BMW 535i､BMWアートカーコレクション1975-2010のロンドンショー（ロンドンハックニー区2012）

## 代表作品
- 「春秋波濤」（1966年） 東京国立近代美術館
- 「雪」「月」「花」（1978年） 東京国立近代美術館
- 「黄山霖雨・黄山湧雲」（1982年） 京都国立近代美術館
- 「横たわる裸婦 '84（黒衣）」（1984年）
- 「墨龍」 久遠寺大本堂天井画（1984年）
- 「濤と鶴」 ブリティッシュ・エアウェイズ・ワールドイメージ尾翼デザイン
- 「雲龍図」天龍寺法堂天井画（1997年）

## 著書・画集
- 『加山又造自選画集』集英社 1975年
- 『加山又造の日本画』河出書房新社 アート・テクニック・ナウ 1978年
- 『現代日本画家素描集 6 加山又造 裸婦百態図』日本放送出版協会 1978年
- 『現代の美人画 6 (加山又造)』講談社 1978年
- 『加山又造=装飾の世界』京都書院 1979年
- 『加山又造素描集 裸婦20姿』座右宝刊行会 1979年
- 『現代日本画全集 第17巻 加山又造』滝悌三 集英社 1980年
- 『加山又造 裸婦』学習研究社 1983年
- 『現代の水墨画 8 加山又造・横山操』佐々木直比古解説 講談社 1983年
- 『加山又造全版画集 1955-1984』平凡社 1984年
- 『にっぽんのえ 現代トップアーティスト自選集　加山又造vs.長岡秀星』小学館 1984年
- 『20世紀日本の美術 アート・ギャラリー・ジャパン 加山又造/横山操』弦田平八郎責任編集 集英社 1986年
- 『加山又造全集』全5巻 学習研究社 1990年
- 『ゆふ 加山又造素描』前本ゆふ共著 中央公論社 1990年　「ゆふ 画文集」文庫
- 『加山又造全版画 カタログ・レゾネ1991』講談社 1991年
- 『現代の日本画 11 加山又造』岩崎吉一責任編集 学習研究社 1991年
- 『加山又造』日経ポケット・ギャラリー 1992年
- 『現代日本素描全集 8 加山又造』野地耕一郎責任編集 ぎょうせい 1992年
- 『白い画布 私の履歴書』日本経済新聞社 1992年
- 『加山又造屏風絵集成』小学館 1994年
- 『無限の空間』小学館 1994年
- 『花とけものたち』日経ポストカードブック 1998年
- 『加山又造全版画 補遺篇 2003』版画廊 2003年
- 『作品集加山又造』神戸新聞総合出版センター 2005年
- 『加山又造美いのり』二玄社 2008年
- 『加山又造全版画集 1955-2003』阿部出版 2009年